# Cetologia
La cetologia (dal greco κῆτος kêtos, "mostro marino" e -λογία -logía, da λόγος lógos, "discorso") è la scienza che studia l'ordine dei Cetacei (Cetacea), mammiferi marini perfettamente adattati alla vita acquatica, di aspetto pisciforme con arti e vertebre caudali evoluti in pinne. L'ordine comprende circa 80 specie suddivise in due sottordini: i Misticeti, cetacei dotati di fanoni al posto dei denti e gli Odontoceti, cetacei con i denti.
Il termine è stato reso popolare nel XIX secolo, nella forma inglese Cetology, dallo scrittore Herman Melville, nel suo capolavoro Moby Dick nel 1851, il cui trentaduesimo capitolo porta appunto questo titolo.
I cetologi studiano e cercano di comprendere l'evoluzione dei cetacei, la distribuzione, la morfologia, il comportamento, le dinamiche di comunità e altri argomenti inerenti ai cetacei. Vengono sovente interpellati anche per comprendere le cause degli spiaggiamenti.
L'Università di Genova (Dipartimento di Biologia) è l'unica in Europa ad avere la cattedra di Cetologia, diretta dal prof. Maurizio Wurtz, per 10 anni direttore del Museo Oceanografico di Monaco.